# Писанг
Писанг (непальск. पिसाङ) — горная деревня и община в Непале в административном районе Мананг. Расположена в долине реки Марсъянди на высоте около 3250 м у северных склонов горного массива Аннапурна.
Писанг разделён рекой Марсъянди на две части — Нижний Писанг (на правом берегу) и Верхний Писанг (на возвышенности на левом берегу).
По данным Центрального Бюро Статистики правительства Непала в 2001 году население Писанга составляло 707 человек, проживавших в 142 частных домах. Жители Писанга занимаются земледелием и животноводством, также, значительную роль в жизни деревни играет международный горный туризм — Писанг лежит на пути пешего маршрута «Трек вокруг Аннапурны».
В Верхнем Писанге находится буддистский храм, являющийся местной достопримечательностью.
Неподалёку от Нижнего Писанга, на вершине холма установлена ступа с мемориальной доской в память о немецко-швейцарской команде альпинистов и сопровождавших их шерпах, погибших при восхождении на пик Писанг (6091 м) в 1994 году.

## Транспорт
В 2012 году открыта грунтовая автомобильная дорога Бесисахар — Мананг, проходящая через Писанг. По состоянию на конец 2014 года участок Бесисахар — Чаме доступен для автомобилей повышенной проходимости, а участок Чаме — Писанг — Мананг — только для мотоциклов (для автомобилей необходим новый мост, строительство которого уже началось).
В 8 км западнее Писанга, в деревне Хумде, находится аэропорт «Мананг». В туристический сезон из аэропорта выполняются рейсы в Покхару.

## Галерея

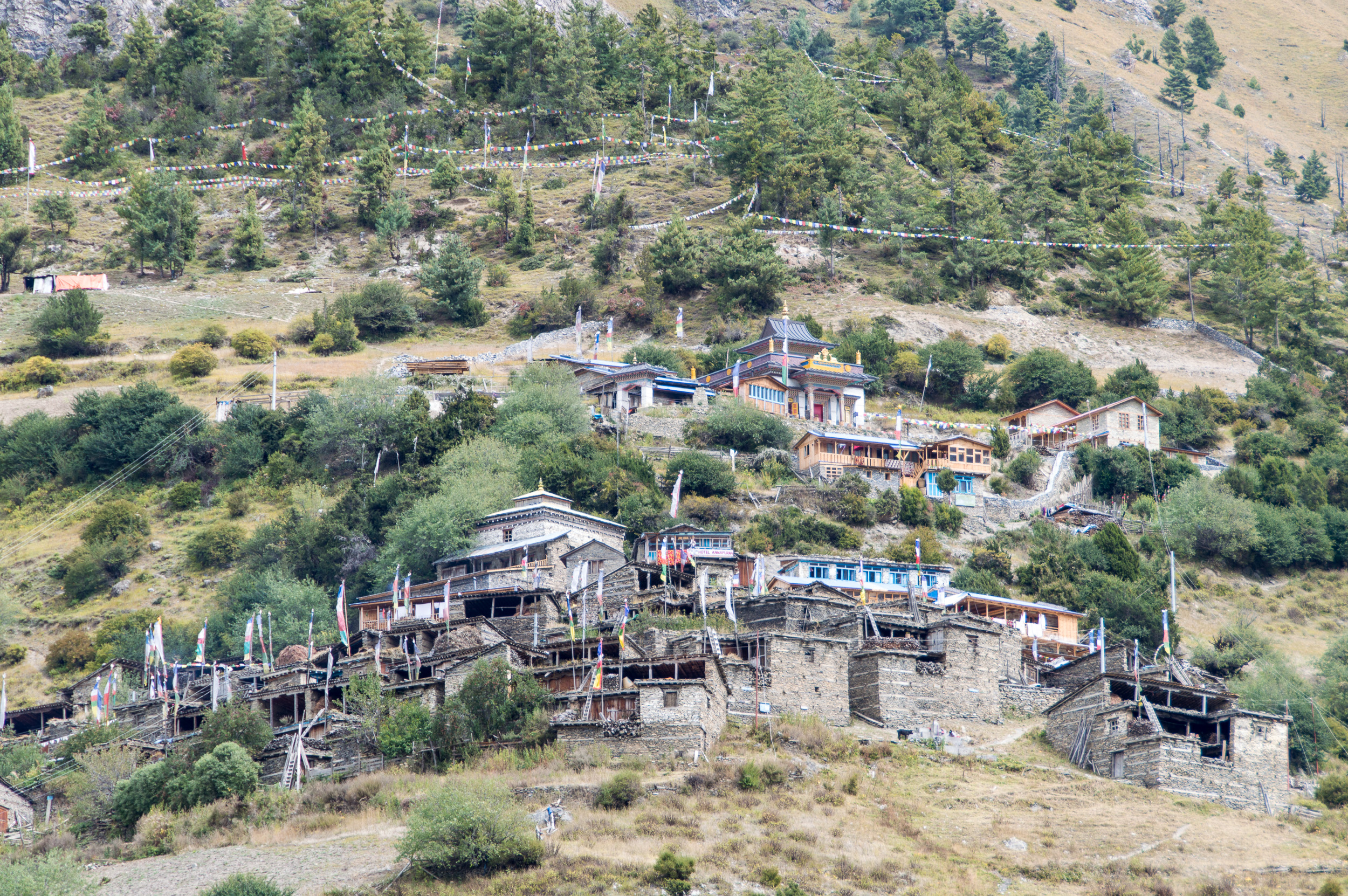
Верхний Писанг
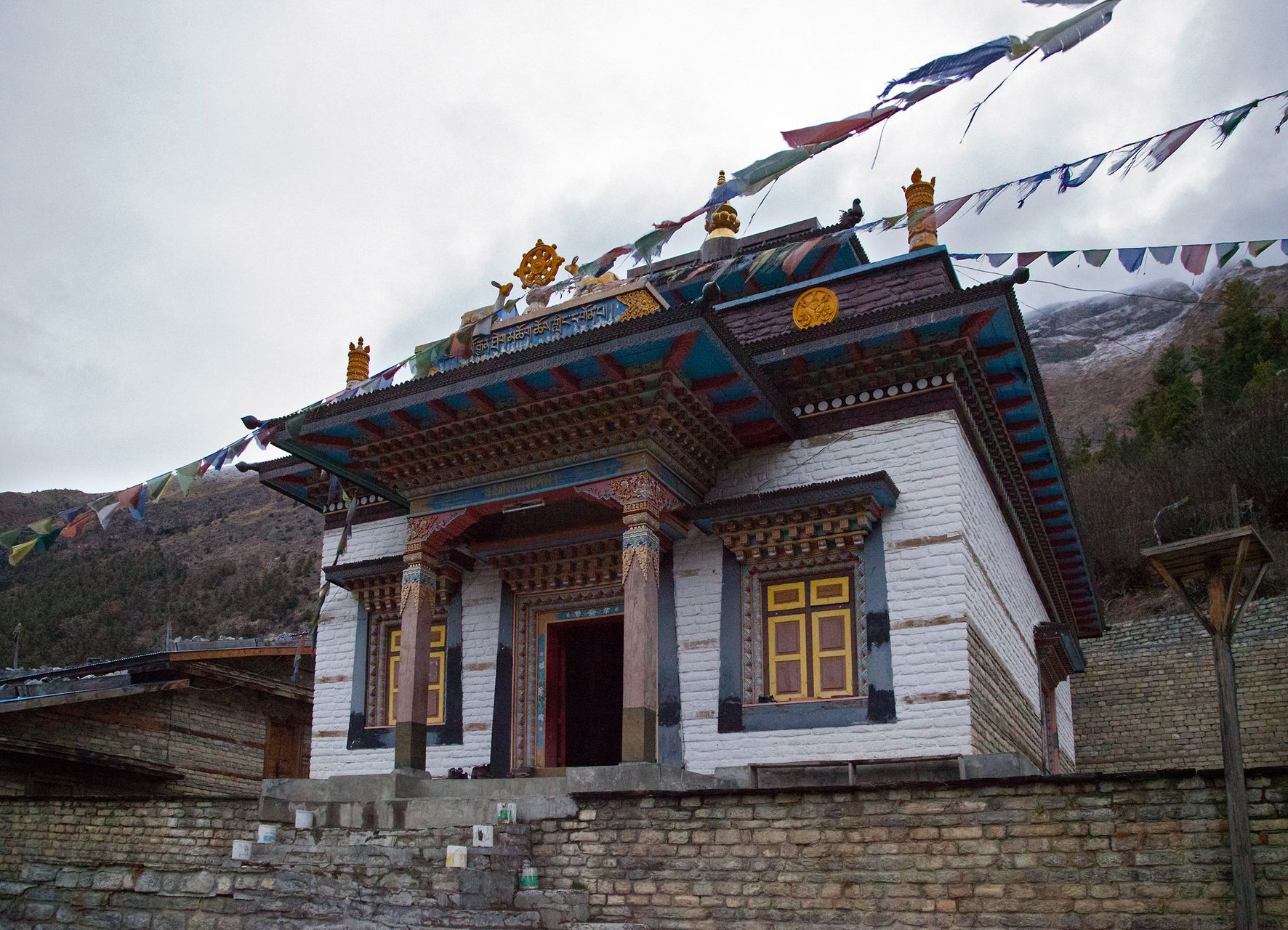
Буддистский храм в Верхнем Писанге
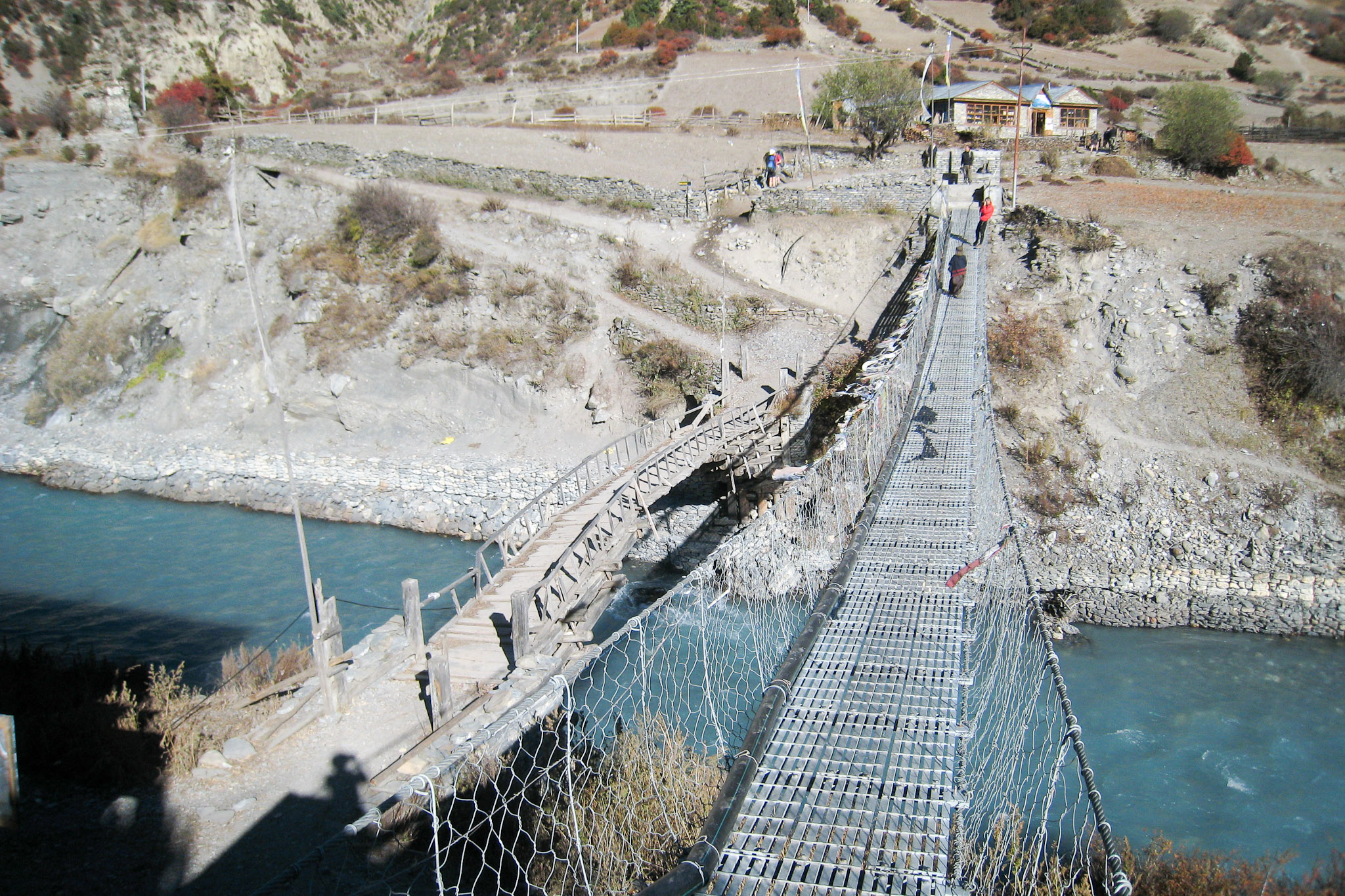
Мост, соединяющий Нижний Писанг с Верхним